# Elecciones parlamentarias de Zimbabue de 1995
Las elecciones parlamentarias de Zimbabue de 1995 se realizaron el 8 y 9 de abril del mismo año. En estos comicios nuevamente el ZANU-PF logró imponerse en casi la totalidad de la Asamblea Nacional. Se presentaron 161 candidatos que representaron a los 7 partidos políticos existentes. De los 120 cupos del poder legislativo solo se renovaron 65 escaños, ya que correspondía a una renovación parcial.

## Antecedentes

### Composición

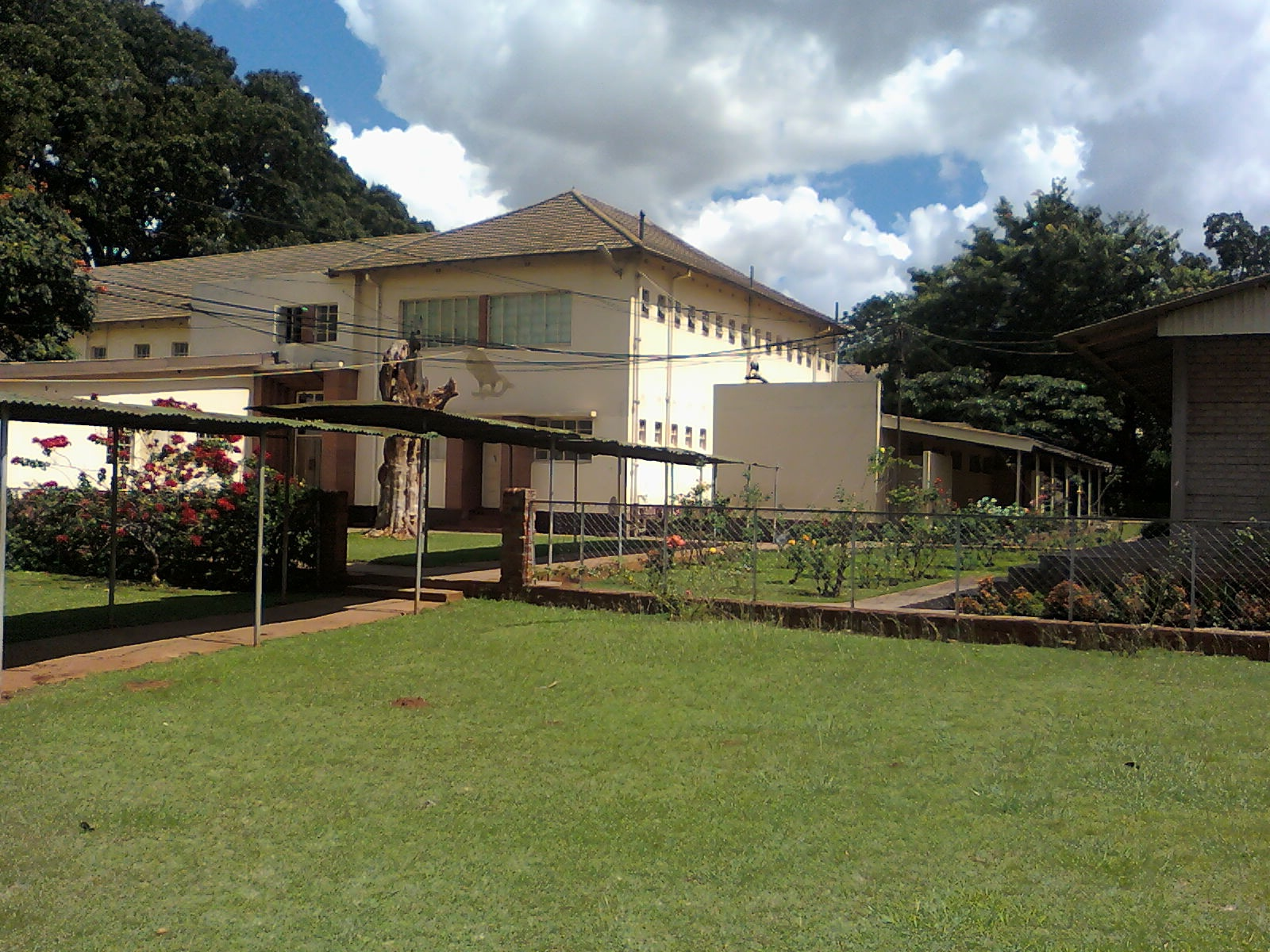
Beit Hall, lugar donde se realizan las asambleas de la Asamblea Nacional de Zimbabue.

El Poder Legislativo recae en el Parlamento es unicameral, con 120 escaños escogidos por sufragio directo y popular por un período de 5 años. El Presidente designa directamente a 12 miembros más para la Asamblea. Otros 10 miembros corresponden a jefes tradicionales de tribus escogidos por sus pares y 8 son gobernadores provinciales, también escogidos por el Presidente. En total, son 150 miembros. En estos comicios participaron 270 candidatos para lograr un escaño de los 120 a elección.

### Boicot
Las elecciones fueron boicoteadas por una serie de grupos de la oposición, incluyendo el ZUM y otros partidos, que anunciaron su decisión de no participar de las nominaciones solo días antes de las inscripciones. Se oponían al marco regulatorio del proceso electoral, el que consideraban injusto.

### Financiamiento
Las disposiciones de la Ley de Financiamiento de los Partidos Políticos elaborada en 1992 dispone que el financiamiento estatal debía ser puesto a disposición solo de aquellos partidos que hayan obtenido un 15% o más del apoyo electoral, lo que dejaba fuera de esta recepción de recursos a la mayoría de los partidos. Esto dio lugar, efectivamente al desembolso de 32 millones de rand sudafricano para el ZANU-PF.

### Campaña
El ZANU-PF se comprometió a acelerar la redistribución de la tierra, las reformas económicas y el empoderamiento económico indígena. 
Los partidos de la oposición se comprometieron a buscar un cambio en la Constitución, que permitiera un sistema más equitativo en la elección legislativa, buscando un sistema proporcional, acelerando las reformas y buscando soluciones a las dificultades económicas y el desempleo con la promoción de la inversión y la reducción del impuesto a sociedades.
El Partido del Foro de Zimbabue hizo de la reforma constitucional uno de los pilares de su campaña, pero su modo de presentación no siempre era de fácil acceso. En el ámbito económico, favorecían las privatizaciones, las políticas de ajuste estructural, la creación de empleo, la inversión extranjera y la redistribución de la tierra. Sin embargo, su campaña, al igual que los demás partidos opositores, se vieron mermadas sus opciones por la falta de recursos para la campaña.

## Resultados electorales

### Asamblea Nacional
|  | 81,4 % |

|  | 6,9 % |

|  | 6,0 % |

|  | 0,3 % |

|  | 0,2 % |

|  | 0,1 % |

|  | 0,0 % |

|  | 5,0 % |

| <div style="background-color:#4682B4; width: Expresión errónea: carácter de puntuación «'» desconocido.px; height: 12px;"> | 95,7 % |

| <div style="background-color:#4682B4; width: Expresión errónea: carácter de puntuación «'» desconocido.px; height: 12px;"> | 4,3 % |

| <div style="background-color:#4682B4; width: Expresión errónea: carácter de puntuación «'» desconocido.px; height: 12px;"> | 100,00' % |

| <div style="background-color:#4682B4; width: Expresión errónea: carácter de puntuación «'» desconocido.px; height: 12px;"> | 29.71 % |